# Аккайнарський сільський округ (Жамбильський район)
Аккайна́рський сільський округ (каз. Аққайнар ауылдық округі, рос. Аккайнарский сельский округ) — адміністративна одиниця у складі Жамбильського району Алматинської області Казахстану. Адміністративний центр та єдиний населений пункт — село Аккайнар.
Населення — 2201 особа (2021; 2754 у 2009, 1916 у 1999, 2024 у 1989).
Станом на 1989 рік існувала Прудківська сільська рада (село Прудки).